# Puerta de tríptico (Maestro de Sobrado)
La Puerta de tríptico es una obra realizada por el Maestro de Sobrado en el siglo xvi. Está ubicada en la sala de exposiciones de San Francisco de Orense (Galicia, España).

## Historia

### Contexto
Durante gran parte del siglo xvi la escultura orensana estuvo dominada por artistas foráneos, con los que poco a poco los maestros locales se fueron formando. Los documentos conservados y varias obras que han llegado a nuestros días atestiguan la presencia de escultores oriundos de los antiguos Países Bajos, siendo Cornielles de Holanda el más destacado de todos ellos ya que marcaría un antes y un después en el panorama escultórico gallego del Renacimiento, si bien también sobresalieron varios maestros franceses, con quienes Cornielles ocasionalmente colaboraría de forma estrecha. Tras efectuar largos recorridos desde sus países de origen y de asentarse temporalmente en zonas que ayudarían a enriquecer su primitivo estilo, estos artistas llegaron a Orense a través de Castilla y León siguiendo las rutas comerciales del oeste. Lo novedoso de su técnica así como el dominio del arte escultórico los convertirían en los autores más importantes del periodo, aunque el devastador expolio del patrimonio artístico orensano ha provocado que a día de hoy resulte casi imposible establecer un registro de la producción tanto de los maestros como de sus talleres a la vez que conocer sus áreas de influencia, disponiéndose actualmente solo de unas pocas piezas aisladas las cuales componen una cadena plagada de fracturas. Ante el apogeo hispano-flamenco de los artistas nórdicos, lo novedoso del arte del denominado Maestro de Sobrado, relacionado con la producción de Juan de Juni, fue gratamente recibido por parte de los orensanos, en parte debido a que su llegada coincidió con la ausencia de entalladores producida tras la muerte en 1546 de Gaspar Salgado, quien fungiera como colaborador de Juan Flamenco.
A pesar del gran valor de las obras de este periodo y de la elevada alcurnia de la clientela, la identidad del Maestro de Sobrado resulta desconocida a raíz de la escasez de fuentes documentales. El historiador del arte Juan José Martín González postuló en 1966 a varios artistas franceses, entre ellos Jacques Paris, a quien el autor José Hervella Vázquez propuso en 1994 como el más firme candidato con base en varias circunstancias, entre ellas el hecho de que en 1547 Paris figura como colaborador del Maestro Durán, el mercader Juan Cascón y varios carpinteros en una obra acometida en los órganos de la Catedral de Orense, además de haber sido designado testamentario en la ciudad por el entallador Pedro de la Valiña el año anterior.: 264–265  Otras investigaciones aportan datos sobre el Maestro de Sobrado hasta el año 1565, momento en que se pierde su rastro, constando para ese entonces como residente en la calle Corredoira. Pese a los pocos datos disponibles, la relación del maestro con el círculo de la escuela de Juni es un hecho verificado; llegado a España en torno a 1533, el Maestro de Sobrado formaría parte del conjunto de artistas franceses que se asentó en León hacia dicho año. Algunos escultores de este grupo, como Juan de Angés el Viejo, se establecieron defenitivamente en la provincia, mientras que la mayor parte se dispersó con el fin de obtener nuevos encargos, principalmente a partir de 1538, año en que Juni se mudó a Medina de Rioseco para después fijar su redidencia en Salamanca y en Valladolid. En la producción de estos entalladores, al igual que en la del Maestro de Sobrado, destacan los rasgos propios del estilo y las formas de Juni a la vez que resulta patente su patrón iconográfico, hecho que provocó la dispersión de su técnica por buena parte de la península. Los primeros informes relacionan al artista con la localidad de Sobrado, donde entre 1545 y 1550 elaboró el retablo mayor de la iglesia del Monasterio de Santa María, también conocido como Monasterio de Sobrado de los Monjes. Sin embargo, la abundante obra de este escultor en Orense permite dilucidar una estancia prolongada en dicha provincia así como el establecimiento de un taller para cubrir la creciente demanda tanto en la catedral como en otras zonas de la diócesis, destacando en este apartado las parroquias de Banga y Pazos de Arenteiro.

### Origen
La tabla, ingresada en el Museo Arqueológico Provincial de Orense por parte de la Comisión de Monumentos y dada a conocer en 1993, constituye una pieza importante que aumenta el basto catálogo del Maestro de Sobrado pese a la simpleza de su factura. Sus orígenes resultan desconocidos, aunque al parecer debió de ser ejecutada para un oratorio privado destinado a la devoción particular de una familia de prestigio en aquel entonces; este tipo de artículos de carácter personal apenas se han conservado, si bien hay constancia según fuentes del siglo xvi de la existencia de esta clase de oratorios en las casas más importantes de la provincia gallega. En este aspecto destaca por su sobresaliente calidad un retablo historiado de la Pasión propiedad originalmente de Francisco Rodríguez de la Morera, patrón de la Capilla de Alba de la catedral (también conocida como Capilla de San Benito y emplazada en el brazo norte del crucero), espacio para el que el Maestro de Sobrado creó en la década de 1550 el retablo de la Quinta Angustia. Las obras devocionales inspiradas en la temática de la Pasión, entre las que se incluye la tabla del museo arqueológico, se distinguen por reflejar este episodio con absoluta veracidad apostando al mismo tiempo por un elevado grado de patetismo en pos de una gran expresividad, todo ello acorde a la devoción moderna de la época, ampliamente desarrollada a nivel iconográfico en Países Bajos, desde donde alcanzaría gran difusión. Pese a tratarse de una obra mutilada, la importancia de la tabla radica en que esta pieza se erige actualmente como el único ejemplar de un retablo en forma de tríptico que se conserva en la provincia. Conformada respectivamente en cada cara por una pintura sobre tabla y un bajo relieve, la parte escultórica del tríptico representaba casi con total seguridad un Calvario, donde Cristo crucificado constituiría la parte central de la composición presente en el interior, flanqueado por sendas puertas en las que figurarían la Virgen María a la izquierda y San Juan a la derecha. Respecto a las pinturas del anverso, estas representaban el ya entonces típico programa iconográfico de la Anunciación, con la Virgen a la izquierda y el Arcángel Gabriel a la derecha.

## Descripción

### Descripción técnica
La tabla resulta peculiar por combinar dos técnicas muy diferentes: en la cara interior o reverso figura una imagen en bajo relieve mientras que en la cara exterior o anverso se halla una pintura sobre tabla, ocupando ambas la misma superficie, de tan solo 1,90 cm de grosor. A nivel estratigráfico, el soporte consiste en un único panel en madera de nogal de 41,5 × 17,5 cm, por lo que la obra es eminentemente vertical. En la pintura, los listones laterales que fungen a la vez como marco están tallados en la tabla misma, técnica denominada en francés «taille dans la masse», mientras que el listón de la zona superior se halla unido al soporte mediante encolado y dos clavos. El listón inferior no se ha conservado pero se cree que iría clavado del mismo modo que el superior, pudiendo apreciarse en ambos lados diversas piezas de metal que en origen servían para mantener fijado este postigo a la tabla central. En lo tocante a la preparación, consistente en una capa muy fina de beige en las dos caras, se hizo uso de sulfato de calcio y cola animal, mientras que la imprimación fue realizada con bol, una mezcla de cola y arcilla de color rojo diluida en agua para la posterior aplicación del dorado. Esta capa dota a la tabla de una superficie lisa y amortiguada idónea para el bruñido del pan de oro, proporcionando a mayores una tonalidad cálida y enriquecida, aunque este solo se ubica en las secciones que fueron doradas. Para la película pictórica se utilizó un óleo de textura lisa y sin empastes además del dorado al agua para la ornamentación del marco; tras la fase de pulido y bruñido del bol se aplicó el pan de oro, humedeciéndose para ello con cola o agua la zona que se iba a dorar y empleándose posiblemente una polonesa (un pincel especial) para la aplicación de las láminas, las cuales debieron ser bruñidas una vez secas con una piedra de ágata. En cuanto al bajo relieve, aquí se hizo uso de la técnica del estofado; se dispuso el pan de oro sobre el bol y, por encima, se aplicó una capa cromática posteriormente eliminada con un objeto punzante, realizándose de esta forma un esgrafiado gracias al cual se puede apreciar un fondo dorado, si bien en el rostro y las manos se procedió a un encarnado, aplicándose el óleo directamente sobre el bol. Por último, a modo de protección, ambas caras fueron cubiertas con varias capas de barniz.

### Descripción artística

#### Pintura
La pintura, a diferencia del relieve, hace gala del estilo de un artista desconocido todavía renuente a asumir los cánones del entonces floreciente manierismo. La Virgen aparece de rodillas frente a un reclinatorio estudiando las Sagradas Escrituras, siendo la ejecución sumamente minuciosa con gran atención a los detalles teniendo en cuenta el pequeño formato de la tabla, destacando particularmente la vestimenta y la intención del artista por reflejar la mayor elegancia posible en los complementos de la indumentaria, como el collar de cuentas y el tocado en forma de rollo que deja la frente despejada, símbolo de belleza en el Renacimiento. El nivel de detalle de la obra no solo se reduce a la figura de María sino que también atañe al mobiliario, consistente en un dormitorio tal y como imponía la iconografía desde finales del medievo, reflejando la escena los típicos enseres de las casas señoriales del momento de acuerdo con los inventarios particulares. La cama está ornamentada con columnas de corte clásico y capiteles tallados las cuales soportan un dosel rematado con una laboriosa crestería de metal, mientras que la almohada, los edredones y las cortinas poseen hermosos bordados y un potente cromatismo. El mobiliario del dormitorio se completa con un arcón de madera profusamente decorado el cual hace juego con el lecho, destacando en el suelo ajedrezado una alfombra cubierta con motivos vegetales. La riqueza de los muebles se explica por el hecho de que su factura corría en ocasiones a cargo de los más insignes escultores y entalladores, a la vez que las tonalidades brillantes y la osada gama de rojos combina a la perfección con el carácter intimista y cotidiano plasmado.

#### Relieve
El bajo relieve muestra una ejecución totalmente opuesta a la pintura y muy cercana al Maestro de Sobrado ya que el estilo aquí evidenciado se halla tan ligado al retablo de la Quinta Angustia que su procedencia del taller del artista constituye un hecho indudable. La postura del cuerpo al momento de concebir la figura y sobre todo el pathos que refleja, de gran carga dramática, resultan fácilmente reconocibles en la fisionomía de María junto con el dominio del espacio. La imagen, creada para provocar la compasión de los fieles, se erige como una imago pietatis completamente velada en la que la Virgen aparece de pie sobre un peñasco integrado a nivel arquitectónico en el nicho, sugiriendo la presencia de dos planos, lo que aporta sensación de profundidad. Respecto a la vestimenta, esta se encuentra plagada de pliegues voluminosos y quebrados, aspecto muy característico del Maestro de Sobrado, con el drapeado ciñéndose a un esquema que sigue rítmicamente el movimiento producido por la torsión de la rodilla izquierda en un claro y a la vez violento contrapposto manierista. El rostro refleja perfectamente la compassio Mariae, destacando unos ojos entreabietos y en términos generales una tensión de gran dramatismo.

## Conservación y restauración

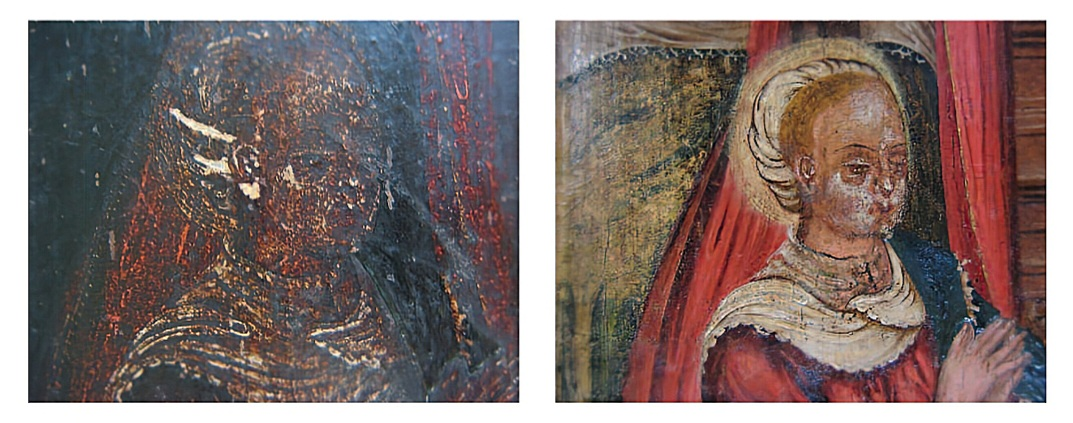
Detalle de la pintura antes y después de la restauración.

Para 2004 la tabla se encontraba en un deplorable estado de conservación que hizo necesario el acometimiento de una restauración. El soporte padecía un diminuto ataque de xilófagos en las secciones superior e inferior además de adolecer de varios orificios fruto de la colocación de clavos ya desaparecidos. El listón de la parte alta se hallaba desencolado y en la zona de la unión con la tabla se concentraba gran cantidad de polvo y suciedad, encontrándose a su vez los componentes metálicos oxidados. Por su parte, los estratos de la preparación, la imprimación y la capa pictórica contaban sin embargo con una adherencia excelente así como con una correcta cohesión a nivel interno, si bien el reverso de la tabla presentaba un alto nivel de desgaste y abrasión del cromatismo, problema evidenciado en varias lagunas donde la madera quedaba a la vista, estando el anverso prácticamente libre de este inconveniente puesto que poseía muy pocas pérdidas. El problema más grave radicaba en el óxido del barniz, el cual apenas permitía contemplar la pintura aparte de desvirtuar por completo las tonalidades.
Respecto a las labores de reparación, acometidas por la restauradora Cristina Rodríguez Rodríguez, el soporte fue desinsectado mediante el empleo de vapores de paradiclorobenceno, procediéndose a retirar el listón superior para poder limpiar el área así como los clavos, eliminados al igual que un cáncamo que además no eran piezas originales. La madera atacada fue consolidada con una resina acrílica al 8% de tolueno, encolándose nuevamente y llevándose a cabo una reintegración volumétrica con madera de balsa. En lo tocante a las demás partes de metal, estas se dejaron en su sitio debido a que son originales y suponen un testimonio tangible del modo de elaborar este tipo de obras, si bien fueron sometidas a un tratamiento de conservación consistente en retirar el óxido con un lápiz de fibra de vidrio y neutralizarlo con ácido tánico al 3% de etanol para finalmente proteger los componentes, al igual que la madera atacada por xilófagos, con resina acrílica al 8% de tolueno. El aligeramiento de las varias películas de barniz oxidado se llevó a cabo tras una cata de disolventes que permitió conocer cuál era el más adecuado, siguiéndose en todo momento una combinación de limpieza tanto física como química. Para las zonas con pérdida de preparación se procedió a estucar y nivelar con un estuco similar al original, mientras que la reintegración cromática se ejecutó mediante el empleo de acuarela aplicada según la técnica del puntillismo debido a que era el método que mejor se adecuaba al pequeño formato de la tabla. Respecto a la protección final, el barniz utilizado en el reverso y en el marco dorado consistió en una mezcla de una resina acrílica al 5% de tolueno y una cera 
microcristalina igualmente al 5% de tolueno, ambas aplicadas en una proporción del 50% y mediante brocha, mientras que en el anverso se dispuso una primera capa de barniz de resina damar y una segunda de barniz mate con el fin de obtener una película homogénea y semimate.

## Legado
Esta pieza destaca por ser el único ejemplar de un retablo en forma de tríptico que existe en la provincia, siendo además uno de los escasos artículos devocionales de carácter privado del siglo xvi que se conservan. Propiedad del Museo Arqueológico Provincial de Orense, la tabla tiene actualmente el honor de formar parte de la muestra temporal de la sala de exposiciones de San Francisco, titulada Escolma de Escultura y celebrada desde mayo de 2006 con motivo del cierre del museo en 2002 para su reforma, lo que convierte a esta obra en uno de los pocos bienes de la entidad expuestos al público.